# 礦工
礦工是指自地層中開採礦石、煤炭或其他礦物的人；廣義來說，該詞彙也可以用於指涉任何在礦井內工作的人。該種職業之風險相較平均高出許多。

## 地區

### 臺灣

#### 簡介
自20世紀初採礦業逐漸興盛於臺灣地區以來，礦工多半有相較平均高出許多的收入水平；但是，其工作環境大多不甚理想，甚至容易發生致命災變，也容易罹患肺塵病、風濕痛、骨科疾病等職業病，並因此死亡。

#### 女性礦工
大多女礦工負責在礦坑外運送煤礦、洗選煤礦，或將廢礦石聚集傾倒之工作。日本統治時期晚期，由於許多成年男性被徵召入伍，開始有女礦工入坑工作的紀錄。
在以男性為主的工作場域中，及舊日價值觀的影響下，女礦工在職場上容易被以特殊眼光看待，甚至經常面臨隱形的排斥或歧視。曾有禁忌宣稱，若讓女人進入礦坑，便容易使其中發生災變。同時，也有說法顯示因礦坑中潮濕而悶熱，礦工大多不得不只著少許衣物工作，因而自此衍生許多問題與非議。
除用以補貼家用的礦場勞務外，女礦工大多還要兼顧家務、照料家中老幼，相較一般職業婦女承受更多身心壓力。
1964年，政府明令禁止女性礦工入坑工作；除可能出於禁忌外，也可能是出於第一夫人蔣宋美齡在巡視礦區後提出的建議。雖然可能出於安定社會之考量，女性礦工卻因此失去獲得較高收入的機會，而在經濟生活上顯得較為弱勢。也是因此，女性礦工相較不易患得肺塵病。

## 外部鏈結

### 延伸閱讀
- 老礦工口述歷史（9） 第五章老礦工口述訪談第二 ... - 夏潮聯合會 （页面存档备份，存于）
- 礦工的職業病站 「煤」有大不了！ 國語日報社網